# Fiat Multicarga
Multicarga est le nom donné à la version pick-up des modèles FIAT 1500, FIAT 1600 et FIAT 125 pick-up construits en Argentine par la filiale locale du constructeur italien, Fiat Concord.
Pour sa filiale argentine, le constructeur italien Fiat avait l'habitude de baptiser les modèles pick-up, versions très prisées localement, Multicarga. On verra donc se succéder trois séries de véhicules, tous dérivés des berlines, entre 1965 et 1990. 
Le principe constructif des versions pick-up dérivées de voitures berlines de série, consiste à utiliser la moitié avant de la voiture, jusqu'au montant central entre les portières, sans y apporter de modifications, et de carrosser la partie arrière sur la plateforme de base en conservant autant que faire se peut l'empattement ainsi que toute la partie mécanique. Pour des raisons de simplicité mais aussi économiques, la plupart des constructeurs comme Peugeot, dissocient le plateau arrière qui devient un élément extérieur rajouté, rompant avec les lignes extérieurs de la carrosserie. Les stylistes italiens ont parfaitement intégré la plateau avec les lignes générales de la carrosserie, ce qui donne au pick-up un aspect moins camionnette. La cabine s'arrête au niveau du montant central et est fermée derrière les sièges avant. La séparation comporte une large vitre protégée par un grillage en fils d'acier inoxydable ce qui facilite la vue arrière du conducteur. La plateforme du pick-up dispose d'une structure renforcée, un essieu arrière, des ressorts de suspension et de pneumatiques adaptés à la charge à supporter.

## Fiat 1500Multicarga
Le FIAT 1500 Multicarga est un véhicule utilitaire spécifique à la filiale argentine du géant italien Fiat, fabriqué sous licence à partir de 1965 en Argentine. 
Ce type de véhicule utilitaire était très prisé, comme dans quasiment tous les pays d'Amérique du nord et du sud. Il ne remplace aucun autre modèle de ce type dans la gamme de la filiale argentine du constructeur italien, implanté localement depuis 1960. 
Il sera remplacé par le FIAT 1600 Multicarga lancé en 1972. 16.074 exemplaires ont été fabriqués entre 1965 et 1972.

## Fiat 1600Multicarga
Le FIAT 1600 Multicarga, comme son prédécesseur, est un modèle spécifique à la filiale argentine du géant italien Fiat Auto, fabriqué sous licence par Fiat Concord entre 1972 et 1973 avant d'être remplacé par le FIAT 125 Multicarga.

Dérivé de la berline Fiat 1600, composé la moitié avant de la carrosserie de la Fiat 125 de 1967 et d'une motorisation renouvelée mais dérivée de celle qui a équipé la Fiat 1500, un moteur de 1.481 cm3 passé à 1.625 cm3. 
Cet assemblage avait déjà permis à Fiat de fournir une automobile familiale en Pologne avec la Polski Fiat 125P qui avait également donné naissance à une version pick-up, présentée en 1972 mais dont la fabrication ne débuta qu'en juin 1975 et qui restera en production jusqu'en 1988.

## Fiat 125Multicarga
Très peu de changements structurels sont intervenus entre les Fiat 1600 et Fiat 125 Multicarga. Le constructeur a simplement uniformisé sa gamme argentine avec le standard italien.
Extérieurement, la différence se note au niveau des feux avant, carrés au lieu de ronds. Techniquement, la conception générale avec un pont arrière rigide ne change pas, solution quasi commune à tous ces véhicules, seule la motorisation a été modernisée avec l'adoption du moteur de la Fiat 125 de toute nouvelle génération adapté à cette utilisation. La puissance est légèrement en retrait par rapport à l'ancien modèle mais cela se fait au bénéfice d'une plus grande souplesse de fonctionnement.
En 1980, le regroupement, sous l'égide de FIAT, des filiales argentines des constructeurs FIAT S.p.A. et Peugeot SA : Fiat Concord intègre S.A.FR.AR-Peugeot permet de créer SEVEL Argentina, regroupement encouragé par la loi Nº 21.932 de Reconversion de l'Industrie Automobile argentine. Le FIAT 125 Multicarga reçoit quelques modifications et devient FIAT 125 Mirafiori Multicarga. Le nouveau modèle bénéficie toutefois de quelques retouches esthétiques extérieures comme les grands feux rectangulaires, identiques à ceux de la berline, et une meilleure finition de l'habitacle. La motorisation n'a pas évolué notablement sauf pour améliorer le confort d'utilisation et abaisser la consommation. 
Le modèle sera fabriqué jusqu'en 1982.
Ce modèle a été remplacé quelques années plus tard par le FIAT Strada, produit au Brésil par Fiat Automoveïs dans l'usine géante Fiat-Betim à partir de 1998.